# UGC 5146
Arp 129 = UGC 5146 ist ein interagierendes Galaxienpaar im Sternbild Leo, die etwa 305 Mio. Lichtjahre von der Milchstraße entfernt ist. Halton Arp gliederte seinen Katalog ungewöhnlicher Galaxien nach rein morphologischen Kriterien in Gruppen. Diese Galaxie gehört zu der Klasse Elliptischer Galaxien nahe bei Spiralgalaxien und diese störend (Arp-Katalog).

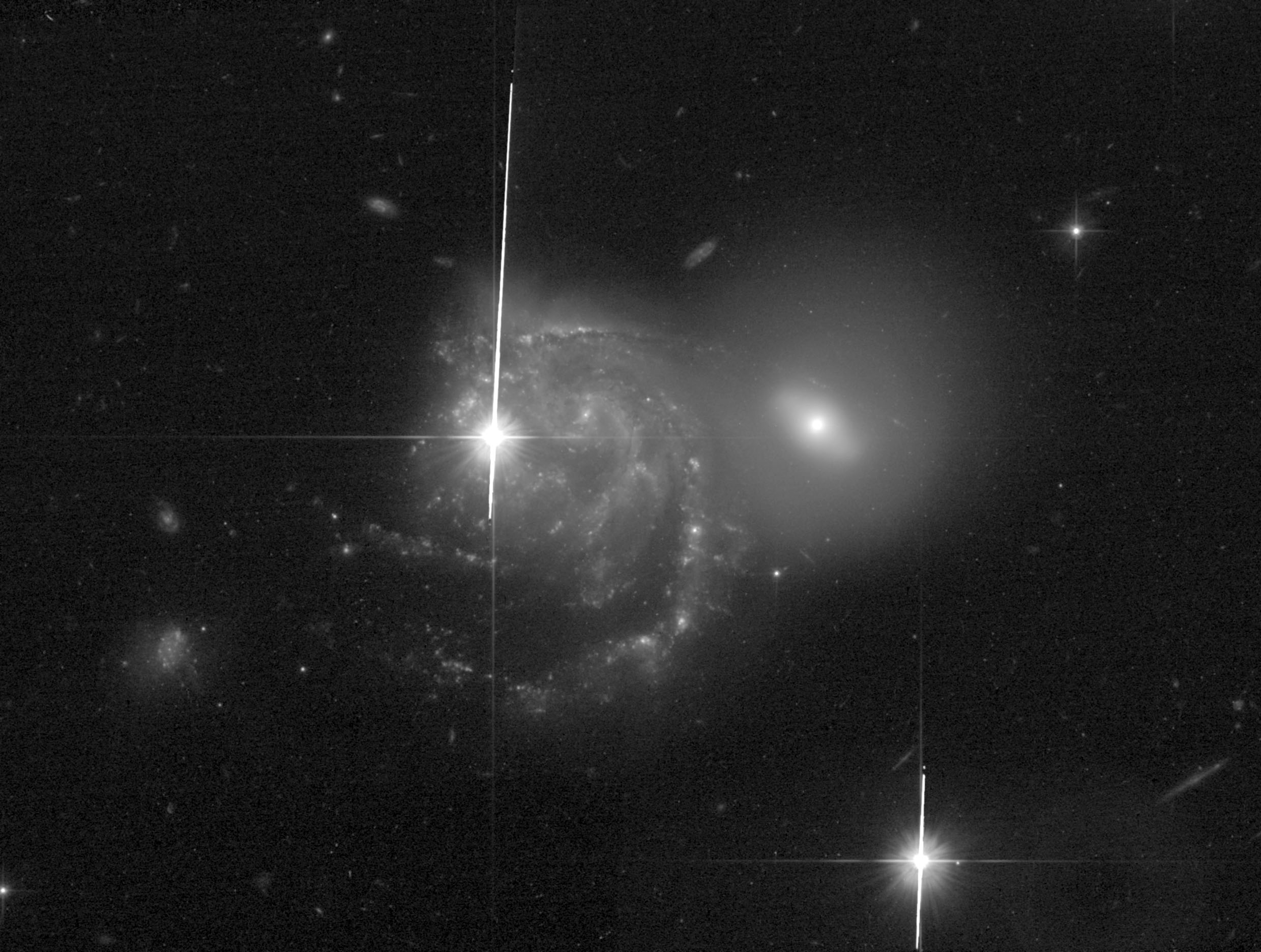
Aufnahme mithilfe des Hubble-Weltraumteleskops